# Herb Malezji
Herb Malezji – jeden z oficjalnych symboli Malezji.
- 14-ramienna gwiazda reprezentuje trzynaście stanów i rząd federalny Malezji
- półksiężyc i gwiazda symbolizują islam – oficjalną religię Malezji
- 5 sztyletów „kris” przedstawia pięć poprzednio niezjednoczonych stanów malezyjskich: Johor, Kedah, Kelantan, Perlis i Terengganu, stany te przyłączyły się do federacji w 1948 r.
- pole po lewej stronie tarczy z drzewem pinang symbolizuje stan Penang, a pole po prawej stronie z drzewem melaka – stan Malakka (oba w federacji od 1948 r.)
- stany Sabah i Sarawak (przyłączone w 1963) są ukazane odpowiednio poprzez pola poniżej po lewej i prawej stronie. Godłem Sarawaku jest dzioborożec (Buceros bicornis)[1]
- centralne pole na dole tarczy zawiera narodowy kwiat, bunga raya – hibiskus
- Cztery równe, kolorowe pola na środku przedstawiają kolory stanów pierwotnie wchodzących w skład Sfederowanych państw malajskich (od 1900):
  - Pahang – biały i czarny;
  - Selangor – czerwony i żółty;
  - Perak – czerwony, czarny i biały;
  - Negeri Sembilan – czerwony, czarny i żółty
- Tygrysy zajmujące pozycje po obu stronach tarczy zostały zachowane z wcześniejszego herbu Malezji.
- Zapisane poniżej w alfabetach łacińskim i arabskim motto brzmi: „w jedności siła”; żółty kolor zwoju jest kolorem władców.

Obecne godło Malezji przeszło szereg zmian – przykładowo:
- pióropusz, znajdujący się wcześniej na polu po lewej stronie, przedstawiający stan Penang został zastąpiony obecnym herbem stanu – drzewem pinang;
- tygrysy nie mają wysuniętych języków jak na poprzedniej wersji godła